# Wappen von Québec
Das Wappen von Québec in seiner heutigen Form existiert seit dem 9. Dezember 1939, als die Regierung der kanadischen Provinz Québec ein Dekret erließ und damit das seit 1868 bestehende Wappen ersetzte.
Der Wappenschild ist nach französischem Vorbild unten spitz zulaufend und nicht wie sonst in der britischen Heraldik üblich halbrund. Es ist in drei horizontale Felder geteilt. Oben symbolisieren drei goldene Fleur-de-lys auf blauem Grund die Vergangenheit Québecs als Kolonie des französischen Königreichs. Der goldene Leopard auf rotem Grund ist dem Wappen Englands entnommen und stellt ein traditionelles Symbol der britischen Monarchie dar. Im unteren Drittel repräsentieren drei Zuckerahornblätter auf goldenem Grund die Zugehörigkeit zu Kanada.
Überragt wird der Wappenschild von der Edwardskrone, ein weiteres Symbol der britischen Monarchie. Ein Spruchband enthält den Wahlspruch der Provinz in französischer Sprache: Je me souviens („Ich erinnere mich“).

Ehemaliges Wappen von Québec (1867–1939)

Das alte Wappen, 1868 von Königin Victoria erlassen, unterschied sich nur leicht vom heutigen: Das obere Drittel des Wappenschilds enthielt zwei blaue fleur-de-lys auf goldenem Grund.